# Христо Николов (футболист)
Вижте пояснителната страница за други личности с името Христо Николов.
Христо Николов – Чоко е български футболист, нападател.
Играл е за „Спартак“ (Варна) от 1958 до 1967 г. В А група има 162 мача с 48 гола, в Б група има 36 мача и 21 гола. На първо място е по общ брой голове за клуба, втори по брой голове в А група (след Стефан Найденов – 62 гола). Финалист за Купата на Съветската армия през 1961 г.
Има 2 мача за младежкия национален отбор. Изиграл е 2 мача за Купата на националните купи.